# I guerrieri dei fiordi
I guerrieri dei fiordi è un romanzo fantasy con diversi elementi storici scritto dall'autore italiano Mauro Raccasi e pubblicato nel 2007. È il quarto e ultimo libro del cosiddetto ciclo dei celti.

## Trama
Una nuova impresa chiama a gran voce Conan il druido. Si racconta che il relitto di una nave imprigionato nei ghiacci dell'estremo nord celi un immenso tesoro. Tali ricchezze gli permetterebbero finalmente di strappare la sua gente dalla bieche mire del monarca Hargar. Per tale motivo, decide di intraprendere un lungo viaggio al di là della penisola scandinava sfidando non solo le trappole che gli tenderanno il re e i suoi tirapiedi, ma anche la natura impervia delle zone al di sotto del circolo polare artico.

## Critica
Rispetto ai precedenti libri, l'elemento fantasy è molto più contenuto in quest'ultimo libro. Inoltre, il vuoto lasciato dall'elemento fantasy è stato colmato con numerosi riferimenti storico/mitologici della cultura celtica e scandinava della tarda età del bronzo.